# U-Haul lèsbic
L'U-Haul lèsbic o síndrome d'U-Haul és un estereotip de relacions lèsbiques que fa referència a la idea que les lesbianes tendeixen a viure juntes després d'un curt període. Aquest estereotip insinua una inclinació extrema cap a les relacions compromeses. Segons el context, el terme es pot considerar humorístic, complementari o pejoratiu.

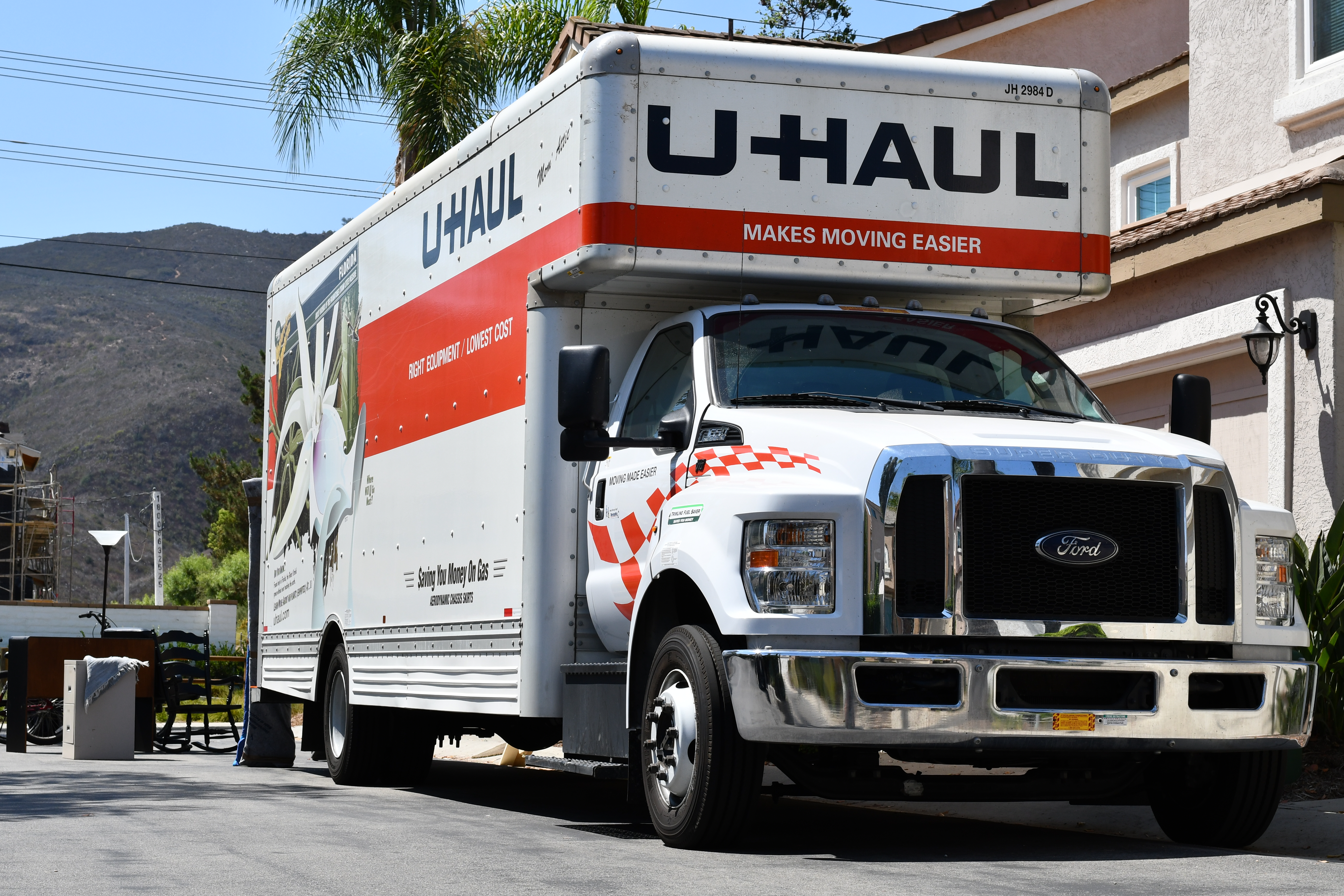
Un camió U-Haul de 26 peus

## Origen
El concepte, que prové de la cultura nord-americana, parteix de la marca "U Haul", una marca d'una empresa de camions per fer mudances estatunidenca, que es va fer molt coneguda dins de la cultura lèsbica. Es va popularitzar arrel de la següent broma:
Pregunta: Què aporta una lesbiana en una segona cita?

Resposta: Un U-Haul.
Es considera un element bàsic de l'humor lèsbic. Sovint s'atribueix a la còmica Lea DeLaria. Tot i que alguns assenyalen que la primera vegada que es va lligar aquest concepte amb la cultura lèsbica va ser en la novel·la "Stone Butch Blues", de Leslie Feinberg, publicada vint anys abans on es deia: 
"After dinner I helped her wash the dishes and clean up. Then, by the sink, we moved close to each other. ... Our tongues discovered a silent language to express our needs. Once we started, we never wanted to stop. That was how it began.
Within a month we rented a U-Haul trailer and moved into a new apartment together in Buffalo."

La referència a un "U-Haul" es va convertir més tard en un estereotip d'identitat sexual dins de la comunitat lgtb. De vegades va seguit o precedit d'una broma estàndard sobre homes gais que, esteriotípicament, tendirien a la conducta oposada:
Pregunta: Què aporta un home gai en una segona cita?

Resposta: Quina segona cita?
L'acudit també és popular fora de la comunitat LGBT.
L'estereotip del "u-hauling" lèsbic deriva de narratives culturals i representacions socials que reflecteixen la pressió per a un compromís en les relacions lèsbiques. Aquestes narratives poden provenir de representacions humorístiques i satíriques de les relacions lèsbiques en la cultura popular i els mitjans de comunicació. A més, les idees preconcebudes i els discursos dominants poden contribuir a la formació d'aquest estereotip i a la percepció de les relacions lèsbiques com a intensament emocionals i amb una tendència cap a la co-dependència.

## Més enllà de l'acudit
Els psicòlegs han intentat buscar què hi ha de cert en aquest esterotip i, sobretot, quines explicacions podem donar a aquesta conducta. Els estudis que se n'han fet, sobre bases empíriques no han pogut demostrar que les parelles lèsbiques comencin a viure juntes més ràpidament que la resta de parelles.
La veritat és, però, que aquest esterotip segueix formant part de l'imaginari col·lectiu i els psicòlegs també n'han volgut explicar les causes. Alguns psicòlegs assenyalen que l'acudit d'U-Haul personifica el fenomen percebut segons el qual les lesbianes tendeixen a formar connexions emocionals intenses, que en l'argot de la comunitat lgtb es coneix com un "urge to merge", traduible com impuls per fusionar-se. L'explicació que hi donen a aquesta suposada tendència és que les lesbianes l'utilitzen per evitar els riscos que comporta les cites. Segons la seva visió, l'aversió als riscos de les cites està relacionada amb un desenvolupament retardat de les relacions íntimes durant l'adolescència, quan la majoria de gais i lesbianes es troben a l'armari. És el que es coneix com a "adolescència robada" i que podria ser una causa que expliqués una conducte diferent respecte les parelles heterosexuals. Amb la llibertat de l'edat adulta, les lesbianes se sentirien atretes per les relacions "U-Haul", apreciant la seva intensitat i intimitat. Altres han considerat que "urge to merge" tenia una base pràctica en el passat, quan les parelles homosexuals havien de romandre a l'ombra. En el cas de les lesbianes hi han casos històrics on realment, el fet que viure juntes va permetre a moltes dones tenir una relació duradera sense aixecar sospites que reforçarien aquesta explicació. Tot i que actualment, a la majoria de països, no existeix aquesta clandestinitat, hauria quedat en l'imaginari col·lectiu.
Malgrat tot, alguns psicòlegs també creuen que aquest comportament pot ser poc saludable. Argumenten que el curt període de cites evita la discussió seriosa sobre molts problemes relacionals abans de mudar-se (com ara la compatibilitat sexual o les expectatives futures) i això es pot manifestar en diversos problemes més endavant.
Alguns experts també adverteixen que alguns comportaments relacionals tan impulsius i exagerats també poden ser deguts a la manipulació psicològica coneguda com "love bombing", considerada una part inicial del cicle de l'abús psicològic.